# Ostrów (powiat tarnowski)
Ostrów – wieś w Polsce położona w województwie małopolskim, w powiecie tarnowskim, w gminie Wierzchosławice.
W latach 1975–1998 miejscowość należała administracyjnie do województwa tarnowskiego.